# Cephalops longistylis
Cephalops longistylis är en tvåvingeart som beskrevs av De Meyer 1990. Cephalops longistylis ingår i släktet Cephalops och familjen ögonflugor.
Artens utbredningsområde är Missouri. Inga underarter finns listade i Catalogue of Life.